# Nucli (estadística)
El terme nucli s'utilitza en l'anàlisi estadística per referir-se a una funció de finestra. El terme "nucli" té diversos significats diferents en diferents branques de l'estadística.

Tots els nuclis següents en un sistema de coordenades comú.

## Estadística bayesiana
En estadística, especialment en l'estadística bayesiana, el nucli d'una funció de densitat de probabilitat (pdf) o funció de massa de probabilitat (pmf) és la forma de la pdf o la pmf en què tots els factors que no són funcions de cap de les variables del domini són omès. Tingueu en compte que aquests factors poden ser funcions dels paràmetres del pdf o del pmf. Aquests factors formen part del factor de normalització de la distribució de probabilitat i són innecessaris en moltes situacions. Per exemple, en el mostreig de nombres pseudoaleatoris, la majoria dels algorismes de mostreig ignoren el factor de normalització. A més, en l'anàlisi bayesiana de distribucions prèvies conjugades, els factors de normalització s'ignoren generalment durant els càlculs i només es considera el nucli. Al final, s'examina la forma del nucli i, si coincideix amb una distribució coneguda, es pot restablir el factor de normalització. En cas contrari, pot ser innecessari (per exemple, si només cal fer un mostreig de la distribució).
Per a moltes distribucions, el nucli es pot escriure en forma tancada, però no la constant de normalització.
Un exemple és la distribució normal. La seva funció de densitat de probabilitat és
{\displaystyle p(x|\mu ,\sigma ^{2})={\frac {1}{\sqrt {2\pi \sigma ^{2}}}}e^{-{\frac {(x-\mu )^{2}}{2\sigma ^{2}}}}}
i el nucli associat és
{\displaystyle p(x|\mu ,\sigma ^{2})\propto e^{-{\frac {(x-\mu )^{2}}{2\sigma ^{2}}}}}
Tingueu en compte que s'ha omès el factor davant de l'exponencial, tot i que conté el paràmetre {\displaystyle \sigma ^{2}}, perquè no és una funció de la variable de domini {\displaystyle x}.
| Funcions Kernel, K(u)             | Funcions Kernel, K(u) | Funcions Kernel, K(u) |
| --------------------------------- | --- | --------------------- |
| Uniforme ("finestra rectangular") | {\displaystyle K(u)={\frac {1}{2}}}Suport: {\displaystyle \|u\|\leq 1}                                                                 | "Boxcar function"     |
| Triangular                        | {\displaystyle K(u)=(1-\|u\|)}Suport: {\displaystyle \|u\|\leq 1}                                                                      |                       |
| Epanechnikov (parabòl·lic)        | {\displaystyle K(u)={\frac {3}{4}}(1-u^{2})}Suport: {\displaystyle \|u\|\leq 1}                                                        |                       |
| Quàrtic (biweight)                | {\displaystyle K(u)={\frac {15}{16}}(1-u^{2})^{2}}Suport: {\displaystyle \|u\|\leq 1}                                                  |                       |
| Triweight                         | {\displaystyle K(u)={\frac {35}{32}}(1-u^{2})^{3}}Suport: {\displaystyle \|u\|\leq 1}                                                  |                       |
| Tricúbic                          | {\displaystyle K(u)={\frac {70}{81}}(1-{\left\|u\right\|}^{3})^{3}}Suport: {\displaystyle \|u\|\leq 1}                                 |                       |
| Gaussià                           | {\displaystyle K(u)={\frac {1}{\sqrt {2\pi }}}e^{-{\frac {1}{2}}u^{2}}}                                                                |                       |
| Cosinus                           | {\displaystyle K(u)={\frac {\pi }{4}}\cos \left({\frac {\pi }{2}}u\right)}Suport: {\displaystyle \|u\|\leq 1}                          |                       |
| Logístic                          | {\displaystyle K(u)={\frac {1}{e^{u}+2+e^{-u}}}}                                                                                       |                       |
| Funció Sigmoid                    | {\displaystyle K(u)={\frac {2}{\pi }}{\frac {1}{e^{u}+e^{-u}}}}                                                                        |                       |
| Kernel Silverman                  | {\displaystyle K(u)={\frac {1}{2}}e^{-{\frac {\|u\|}{\sqrt {2}}}}\cdot \sin \left({\frac {\|u\|}{\sqrt {2}}}+{\frac {\pi }{4}}\right)} |                       |

## Anàlisi de patrons
El nucli d'un espai de Hilbert del nucli que es reprodueix s'utilitza en el conjunt de tècniques conegudes com a mètodes del nucli per fer tasques com la classificació estadística, l'anàlisi de regressió i l'anàlisi de clúster de dades en un espai implícit. Aquest ús és especialment comú en l'aprenentatge automàtic.

## Estadística no paramètrica
En l'estadística no paramètrica, un nucli és una funció de ponderació utilitzada en tècniques d'estimació no paramètrica. Els nuclis s'utilitzen en l'estimació de la densitat del nucli per estimar les funcions de densitat de variables aleatòries, o en la regressió del nucli per estimar l'expectativa condicional d'una variable aleatòria. Els nuclis també s'utilitzen en sèries temporals, en l'ús del periodograma per estimar la densitat espectral on es coneixen com a funcions de finestra. Un ús addicional és l'estimació d'una intensitat variable en el temps per a un procés puntual on les funcions de la finestra (nuclis) estan relacionades amb dades de sèries temporals.

### Definició
Un nucli és una funció integrable de valor real no negatiu K. Per a la majoria d'aplicacions, és desitjable definir la funció per satisfer dos requisits addicionals:
{\displaystyle \int _{-\infty }^{+\infty }K(u)\,du=1\,;}
El primer requisit assegura que el mètode d'estimació de la densitat del nucli dona com a resultat una funció de densitat de probabilitat. El segon requisit garanteix que la mitjana de la distribució corresponent sigui igual a la de la mostra utilitzada.
Si K és un nucli, també ho és la funció K * definida per K *( u ) = λ K (λ u ), on λ > 0. Això es pot utilitzar per seleccionar una escala adequada per a les dades.